# Pero Kojaković
Pero Kojaković (Čibača, Župa dubrovačka, 29. studenoga 1912. – kod Njižne Perekopke, 5. rujna 1942.), bio je hrvatski legionar-dobrovoljac, poljodjelac, pristalica HSS-a i pjesnik.
Rodio se 1912. godine u Čibači. Bio je najmlađe dijete u obitelji. Djetinjstvo je proveo na obiteljskom seljačkom imanju. Osnovnu je školu završio u Čibači. Nakon toga bavio se poljodjelstvom. Kao vrlo mlad se učlanio u Hrvatski katolički orao, gdje se poslije isticao aktivizmom, tako da je već sa 17. godina postao vođom te organizacije u Župi. Kad su jugoslavenske vlasti 1929. zabranile to društvo, nastavio je okupljati mladež.
Počeo je Kojaković pisati kao seljak organiziran u redovima HSS-a i u Križarskom bratstvu. Okupljao je mladež iz Župe dubrovačke, posebice Mandaljeni.
Pjesme je počeo pisati još u mladosti, neupućen u bilo kakve tajne zanata, u maniri domoljubne romantike 19. stoljeća ali s očitim prisjećanjima na hrvatsku zbilju. Uskoro u svom kraju ugroženu od četnika osniva Hrvatsku seljačku zaštitu.
Godine 1935. u Župi osniva društvo Hrvatskog križarskog bratstva. Kroz rad u katoličkim društvima formira svoj svjetonazor kao Hrvat i katolik. Godine 1939. je nazočio pokopu pape Pija XI. u Rimu. Kad se vraćao, uhitili su ga žandari pod lažnom optužbom i premlatili.
Kojaković je u ustaškom pokretu vidio organizaciju koja je snažno povela borbu za obnovu hrvatske države, pa je bio u proustaškom krilu HSS-u, te je svoju ondašnju organizaciju Kojaković priveo ustaškom pokretu.  Kad je ban Banovine Hrvatske Ivan Šubašić na dan sv. Vlaha posjetio Dubrovnik, pripadnici Ustaške organizacije u Dubrovniku smatrali su ga slugom beogradskog kraljevskog dvora. Kao takav bio je nepoželjan, a prema tvrdnjama Ive Rojnice, planirao se izvršiti atentat na njega, a "inicijator je bio Kojaković", no te tvrdnje treba uzeti sa zadrškom. Druga tvrdnja, koju također treba uzeti sa zadrškom je ta da je Kojaković organizirao uspješni prosvjed barjaktara koji su trebali odati počast Šubašiću (navodno se samo troje od 67 barjaktara naklonilo banu).
Uspostavom NDH prihvatio je novu vlast. Poslije 10. travnja pristupa ustaškom pokretu. Kad se organizirala tzv. Hrvatska legija (poslije 369. pukovnija) za rat u SSSR-u, javio se kao dobrovoljac za frontu, potican idejom da je Hrvatska povijesno gledano antemurale christianitatis s trajnim obvezama prema obrani Zapada i Europe, koju treba prema učenju Crkve, kojoj je bio blizak, braniti ognjem i mačem, a poučen iskustvom da se vlastiti dom najbolje brani u susjedovu dvorištu odlazi na rusku bojišnicu.
Kao i mnogi drugi, prošao je kratku vojnu naobrazbu i krenuo u rat, gdje je na ratištu bio odmah prepoznat po junaštvu. Ranjen, nakratko se vraća kući, a za boravka u Dubrovniku održava predavanje u Gradskoj kavani Hrvati na Iztočnom bojištu. Iako ga svi iz njegove okoline nagovaraju da se ne vraća u pakao Staljingrada, on zna kamo odlazi, ali kako mnogi svjedoci tvrde, duboko razočaran stanjem u domovini ipak se vraća u Rusiju, gdje će kasnije i poginuti kao izviđač kod Nižnje Perekopke.
Šira je hrvatska javnost vrlo malo znala o Peri Kojakoviću. Slika se promijenila poslije njegove smrti. 1943. godine ratni izvjestitelj Stanko Mudrovčić u Spremnosti br. 51/1943. objavio je članak Hrvatski legionar u povodu pjesnikove smrti u sklopu bitke za Staljingrad. U pjesmama je pozivao na borbu protiv boljševizma, u kojoj je vidio slobodu hrvatskog naroda uz uvjet da se pobijedi opće zlo koje prijeti Europi. Odbacivao je želju za vlašću, bogatstvom, cijenio je samo duhovna dobra. Od poginulih se ratnih suboraca oprostio pjesmom Na grobovima drugara, u kojoj je u prvoj kitici govorio o sinovima iz svih hrvatskih krajeva "koji se zajednički bore za određene ideale, ostavivši ljepote svojeg kraja". Za nastojanja i žrtvu ne traži od nikog ništa, što je odrazilo njegov idealistički duh, koji je prezirao materijalizam. Donekle prezire one koji su oportunisti u hrvatskoj životnoj i nacionalnoj borbi. U posljednjem pismu supruzi, molio ju je za oprost što ju je prije vremena ostavio te da mu je zadnja misao života Ona i Domovina.

## Knjige
Njegova zbirka Pjesme legionara prvi je put objavljena u Dubrovniku 1943. godine, a reizdanje je objavio Branimir Donat 1996. godine u Zagrebu.
Hrvoje Kačić mu je u knjizi Dubrovačke žrtve - Jugokomunistički teror na hrvatskom jugu 1944.i poratnim godinama (početak Bleiburga) (2009.) posvetio posebno poglavlje.

## Citati
Iz posljednjeg pisma supruzi: